# One Child Nation
One Child Nation es una película documental estadounidense de 2019 dirigida por Nanfu Wang y Jialing Zhang, acerca de las consecuencias de la política de un solo hijo que duró de 1979 a 2015 en China. La película se estrenó en el Festival de Cine de Sundance el 26 de enero de 2019, y fue estrenada en los Estados Unidos el 9 de agosto del mismo año por Amazon Studios. Recibió reseñas positivas de la crítica y fue nominada para el Premio Gotham de Cine Independiente al Mejor Documental.

## Recepción
El documental ha recibido aclamación de la crítica. En Rotten Tomatoes cuenta con un 99% de aprobación basada en 77 reseñas. El consenso indica: "Tan esclarecedora como accesible, One Child Nation explora un doloroso capítulo de la historia de China con una claridad penetrante".